# Aouste-sur-Sye
Aouste-sur-Sye település Franciaországban, Drôme megyében. Lakosainak száma 2696 fő (2022. január 1.). Aouste-sur-Sye Cobonne, Crest, Divajeu, Mirabel-et-Blacons, Piégros-la-Clastre, Saou, Soyans és Suze községekkel határos.

## Népesség
A település népességének változása:
| Lakosok száma | 1317 | 1753 | 1820 | 2215 | 2442 | 2465 | 2524 | 2580 | 2601 | 2696 |
|               | 1968 | 1982 | 1990 | 2006 | 2013 | 2015 | 2017 | 2019 | 2020 | 2022 |